# Sankt Margrethen
Sankt Margrethen (literalmente Santa Margarita) es una comuna suiza del cantón de San Galo, ubicada en el distrito de Rheintal. Limita al norte y este con las comunas de Gaißau (AUT-8), Höchst (AUT-8) y Lustenau (AUT-8), al sur con Au y Walzenhausen (AR), y al oeste con Lutzenberg (AR) y Rheineck.

## Transportes
Ferrocarril
Cuenta con una estación ferroviaria en la que efectúan parada trenes de larga distancia, regionales, y cercanías pertenecientes a la red S-Bahn San Galo.

## Galería de imágenes

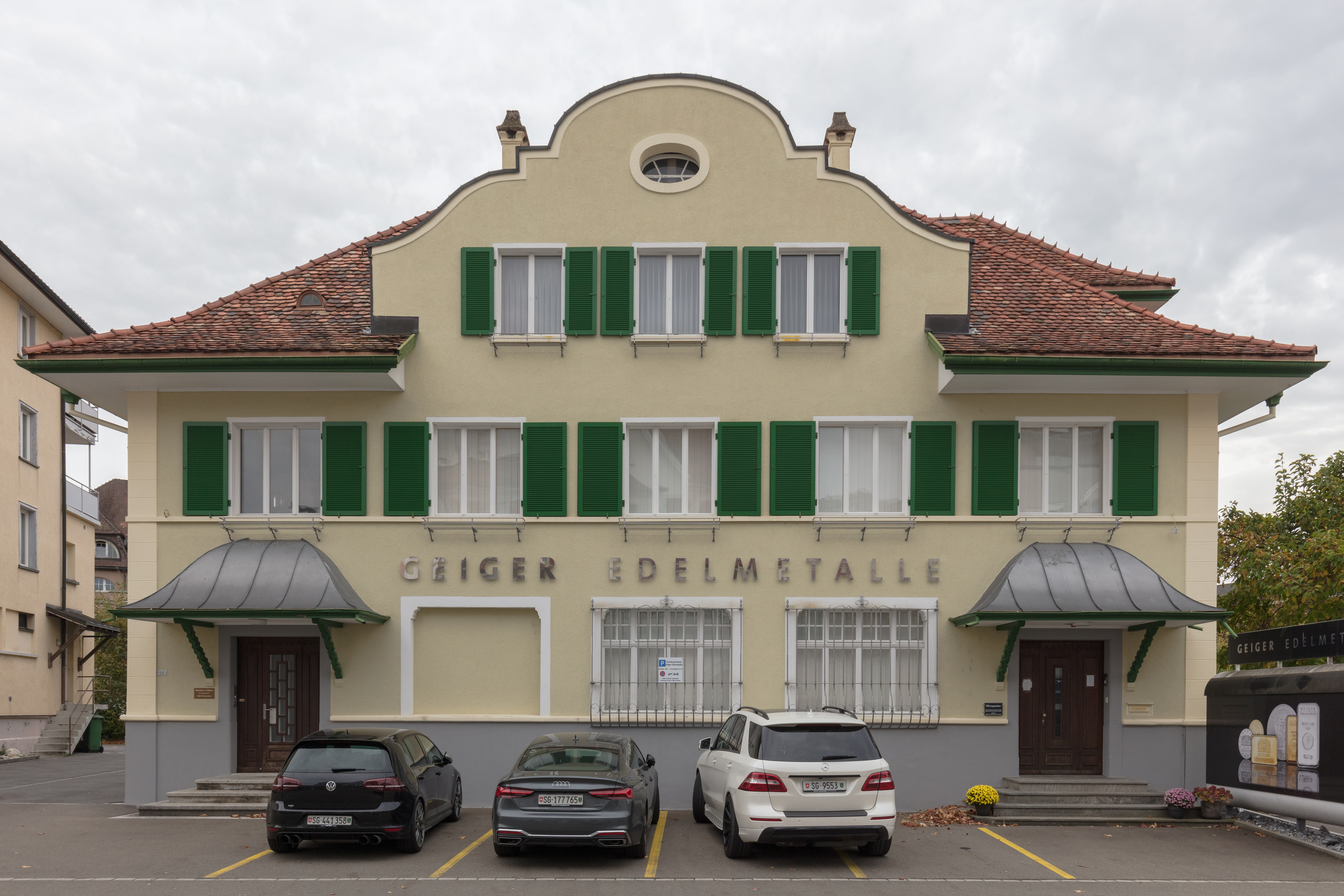
Joyería en la localidad.
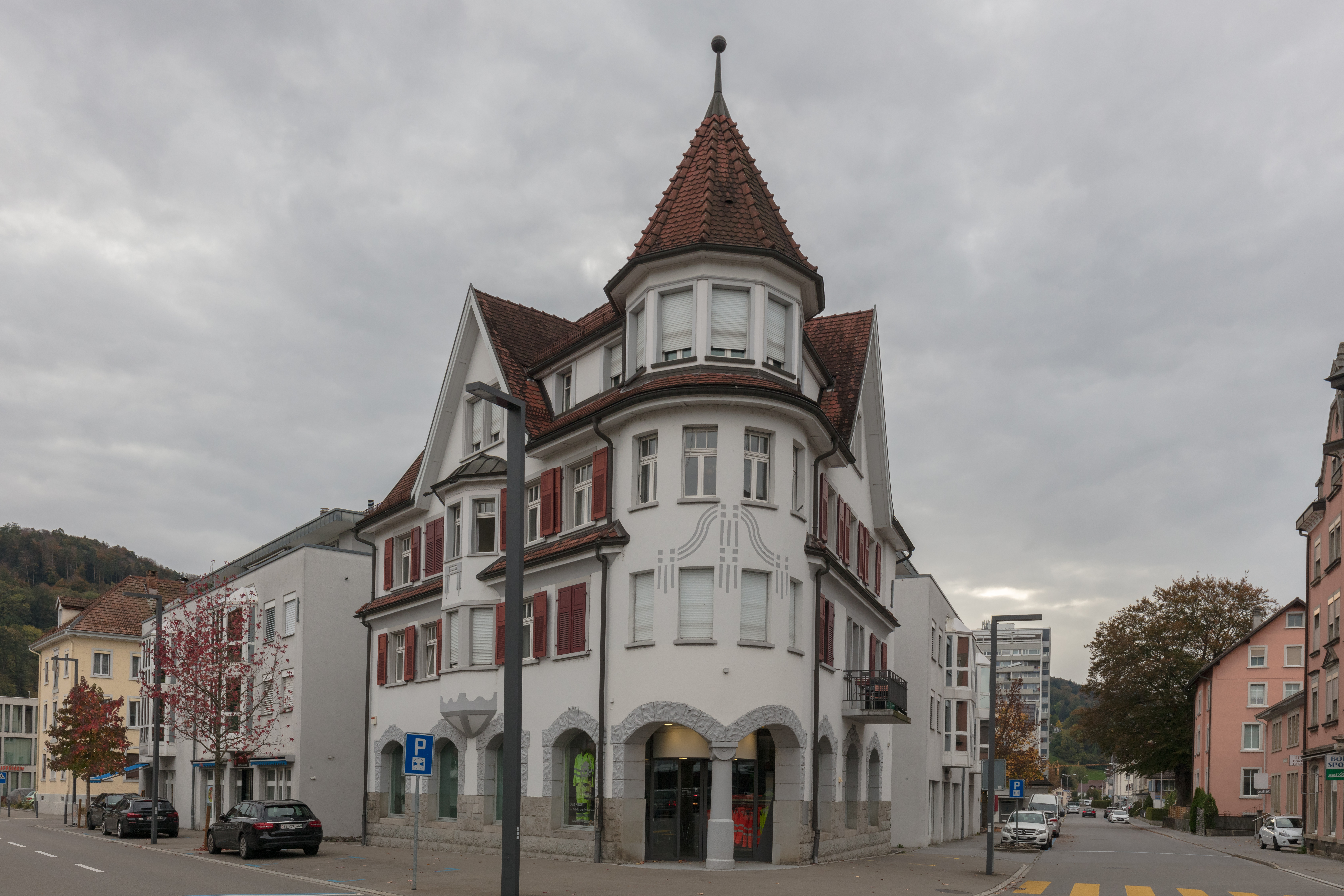
Comercio de Sankt Margrethen.
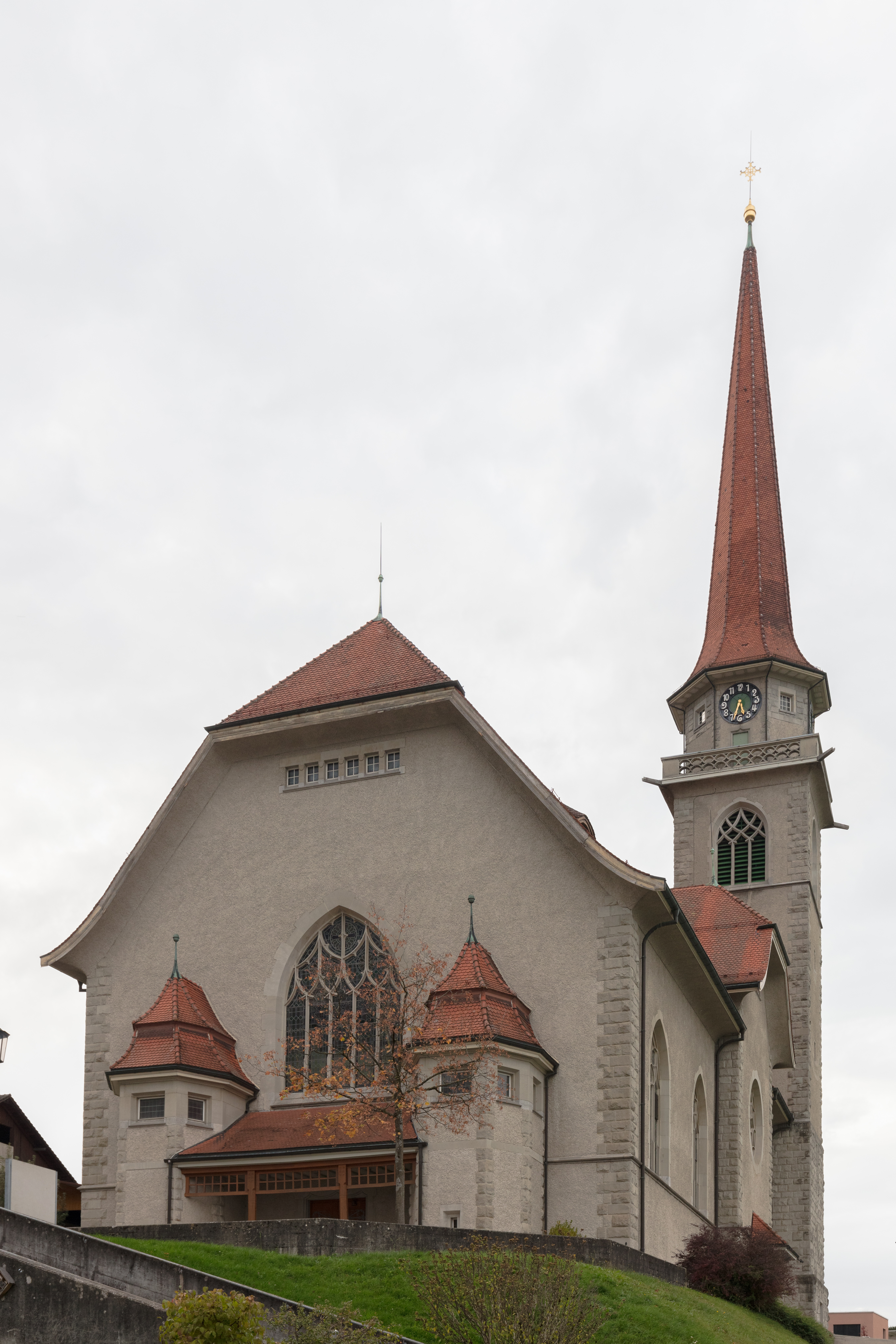
Iglesia católica.
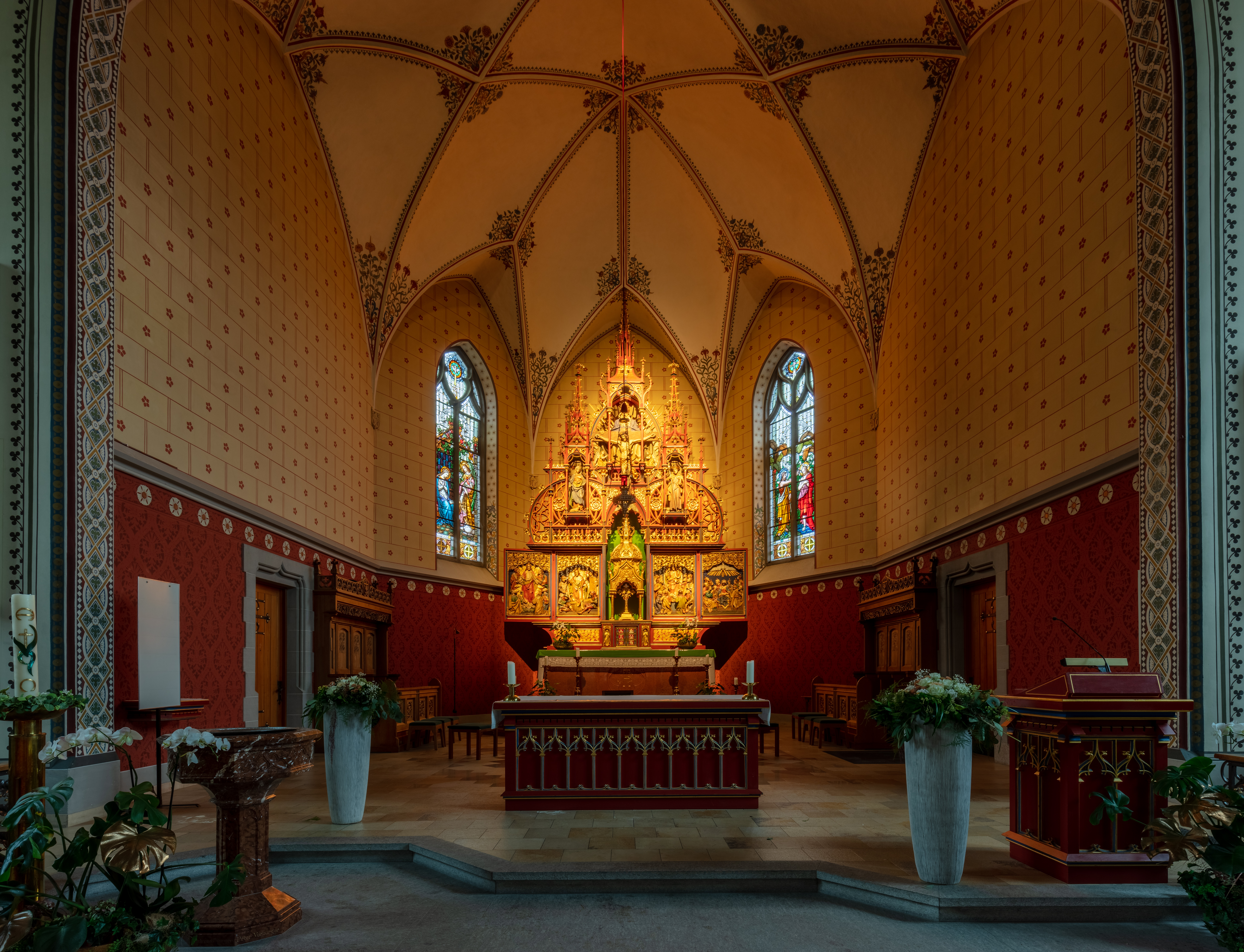
Interior del templo.